# Cogollos de Tudela

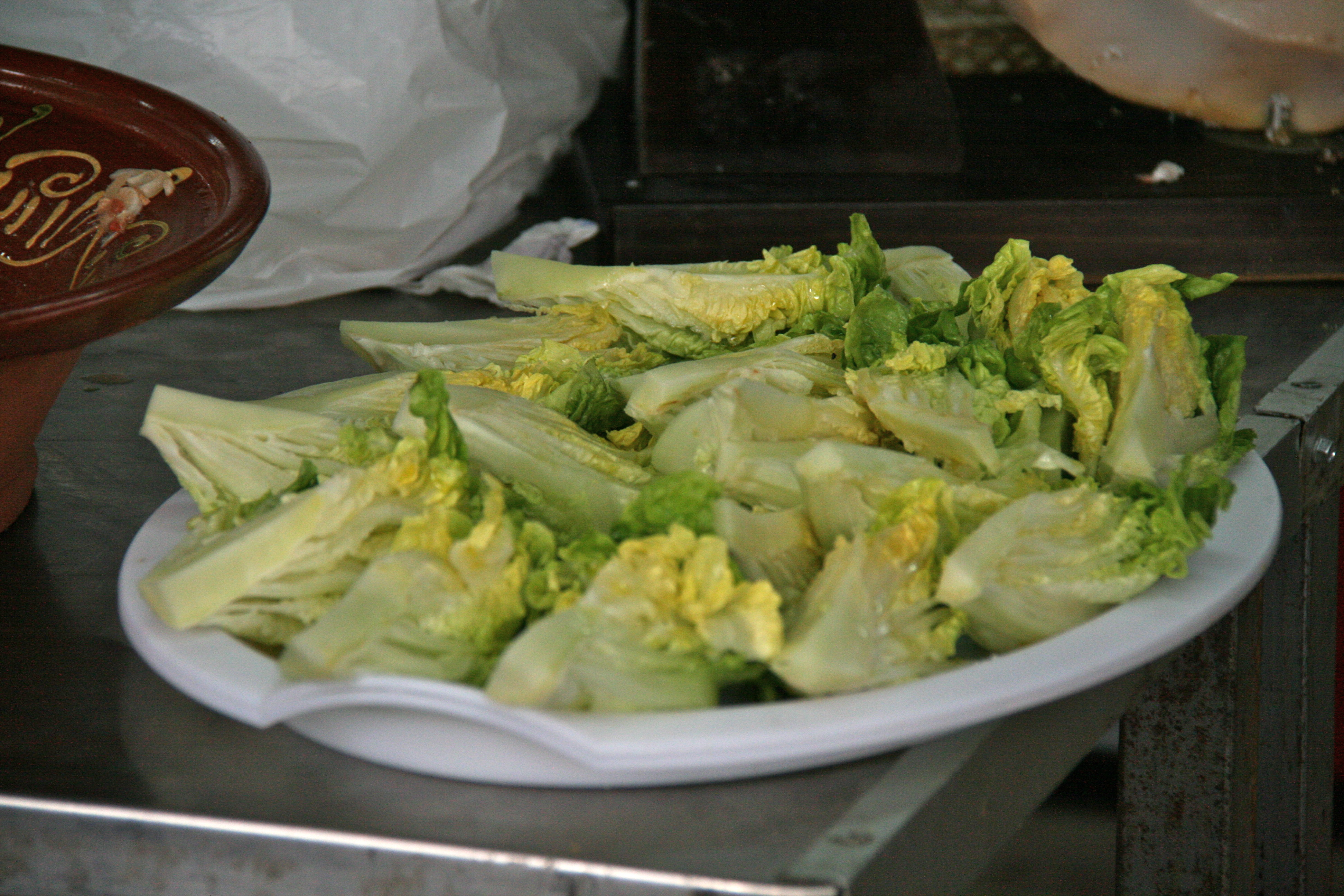
Cogollos de lechuga

Los cogollos de Tudela son lechugas romanas enanas pertenecientes a la variedad Lactuca sativa L., de unos 10 cm de altura (mayores de lo habitual en otras regiones) y aspecto similar al de un repollo, que tradicionalmente se cultivan en el municipio navarro de Tudela (España) y alrededores de la ribera del Ebro. Se caracterizan por ser tiernos y apretados y tener hojas fuertes, gruesas y muy rugosas, con el nervio central desarrollado, cuyo color varía del verde claro de las hojas exteriores al amarillo de los interiores. Se cultivan durante todo el año, al aire libre o en invernadero, y se acogollan espontáneamente, no siendo necesario atarlos.

## Características
Tienen un sabor amargo, más fuerte que el de la lechuga común. Se encuentran en el mercado casi exclusivamente como producto fresco, usándose principalmente en ensaladas. Se suelen servir cortados longitudinalmente en dos o cuatro trozos, y aliñados con vinagreta, siendo habitual acompañarlos con anchoas. Ocupan un lugar importante en los menús de días festivos y de celebración.